# Tayla Parx

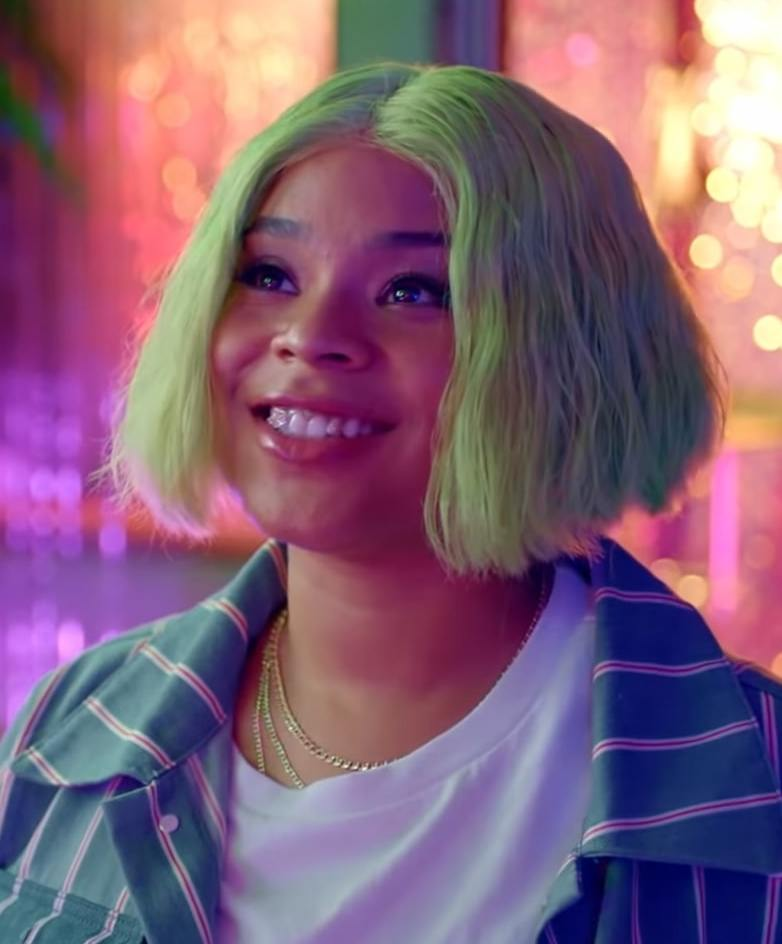
Tayla Parx

Taylor Parks, född 20 september 1993 i Mesquite, Texas, professionellt känd som Tayla Parx, är en amerikansk sångare, låtskrivare och skådespelerska. Parks har spelat små roller i TV-serier och filmer, däribland Gilmore Girls och Everybody Hates Chris. Hon spelade även rollen som Motormouth Maybelles dotter, Li'l Inez (Stubbs), i musikalen Hairspray. År 2018 krediterades Parks som medförfattare på tre Billboard Hot 100 topp 10 singlar: "Love Lies" av Khalid och Normani, "Thank u Next" av Ariana Grande och "High Hopes" av Panic! at the Disco. 

## Film
- 2007 - Hairspray
- 2007 - Beyond the Pretty Door
- 2007 - Love... & Other 4 Letter Words
- 2012 - SIMS OLYMPUS
- 2015 - Justice League: Gods and Monsters

## TV
- 2006 - Gilmore Girls
- 2006  - Everybody Hates Chris
- 2007 - Carpoolers
- 2009-2010 - True Jackson, VP
- 2010 - Bones
- 2012 - Victorious

## Diskografi
"You Can't Stop the Beat"